# 密花羊蹄甲
密花羊蹄甲（学名：Bauhinia glauca sp. caterviflora）为豆科羊蹄甲属下的一个亚种。

## 扩展阅读
- 維基物種上的相關：密花羊蹄甲